# Познанският юни
Познанският юни (на полски: Poznański Czerwiec) e първата в Полската народна република (ПНР) генерална стачка и улични демонстрации, проведени в Познан в края на юни 1956 г.
Войската и милицията потушават с кръв протестите, а пропагандата на ПНР ги омаловажава, характеризирайки ги като „юнски инциденти“ или като просто мълчи по темата. В наши дни част от историците и участниците в Юни’56 определят събитията като познански бунт или познанско въстание.
Стачката избухва сутринта на 28 юни (т. нар. черен четвъртък) в цеховете на металургичния комбинат „Х. Цегелски-Познан“ (в периода 1949 – 1956 година носят името Заводи „Йосиф Сталин-Познан“) и прераства в спонтанен протест на жителите на Велкополска срещу властта.
Потушен е от наброяваща над 10 хиляди войника част на Полската народна армия, командвана от генерал Станислав Поплавски (обучен в редовете на Червената армия). През 2006 г. д-р Лукаш Ястшомб обявява коригирания след проверка списък на 57-ината убити и починали вследствие на раните си. Неговите изследвания са потвърдени през 2007 г. от Института за национална памет, който допълва в списъка на Лукаш Ястшомб името на Анджей Стиперек, починал през 1964 г. вследствие на това, че по време на събитията през юни 1956 г. е бил прострелян в гръбначния стълб.

## Предпоставки за възникване на събитията
През 50-те години на XX век пет комунистически партии подписват декларация за „неоснователно“ разпускане на Комунистическата партия на Полша, което де факто означава осъждане на чистките в периода 1936 – 1939 г., извършени по заповед на Сталин. След смъртта на Сталин, в Берлин и други градове на ГДР избухва въстание, което е кърваво потушено, в Москва е разстрелян Лаврентий Берия, възобновени са прекъснатите през 1950 г. дипломатически отношения между СССР и Югославия, въведена е „демократизация“ наричана още „преодоляване на грешките и изопачаванията“. През февруари 1956 г. на XX Конгрес на Комунистическата партия на Съветския съюз Никита Хрушчов изнася таен доклад за Култа към личността и последствията от него. Той представлява критика на „култа към личността“, но в полски условия, а и в тези на други страни от източния блок, особено значение придобива тезата, че до социализма може да се достигне по национални пътища, които отразяват спецификата на дадената страна, както и отхвърлянето на теорията, че колкото повече напредва изграждането на социализма, токова повече се изостря класовата борба. Освободена от функцията си на възпитател, пресата се превръща в символ и задвижващ механизъм на реформите, като по този начин засища глада за критика и демокрация. В Полша на особена популярност се радва Клубът на кривото колело, който започва своята дейност през октомври 1955 г. и обединява опозиционни писатели (между които е и Ян Юзеф Липски). Срещите им са посветени основно на дискусии на политически, исторически и икономически теми. Започват полемики по темата „грешки и изопачавания“, която придобива формата на психически натиск върху властта, формирайки същевременно съзнанието и политическите нагласи в микросоциален мащаб. Сред темите, които доминират в пресата са: самостоятелност в международното работническо движение, правова държава, ролята на Армия Крайова и Полска нелегална държава за освобождаването на Полша, разхищение и бюрокрация в икономиката.
Докато интелигенцията изразява своето неодобрение към „култа към личността“ и неговите проявления с помощта на перото и словото, работниците изразяват негативното си отношение чрез стачки и улични демонстрации. През 1956 г. условията на живот на работниците не се подобряват, напротив – влошават се. Системата на управление на икономиката не е реформирана. Продължава да бъде поддържан неефективният и бюрократизиран модел на планова икономика. Състоянието, в което се намира съзнанието на работническата класа бива идеализирано от страна на властта. Превръщането на профсъюзите в подчинени на партията „проводници“ към масите още повече затруднява контакта между работническата класа и масите. Предвидените в стопанския план действия за подобряване на битовите условия на трудовите хора, не се реализират и в резултат на това политическата власт започва да губи общественото доверие.

## Стачки и улични битки

### Причини
Градът, в който общественият конфликт се превръща в стачка, а след това и в улични размирици, е Познан – голям промишлен център. Създалото се там недоволство се заражда още през есента на 1955 г. Колективът на най-голямото познанско предприятие – „Хиполит Цегелски-Познан“ (ХЦП) изявява претенции относно неоснователно събираните в продължение на три години данъци от повечето ударници и от акордните работници, което лишава няколко хиляди работници от над 11 милиона злоти. Дирекцията не е в състояние да изпълни исканията на колектива. Опитват да се свържат с Министерство на машиностроенето и с Централния комитет на Полската обединена работническа партия (ПОРП). Изпратени са петиции, писма и делегации.
В такава ситуация на 23 и 25 юни отделните цехове на ХЦП избират 17 делегати, като към групата се присъединяват 10 души, представители на дирекцията, на партийния комитет и на съвета на предприятието. На 26 юни тази делегация се отправя към Варшава с цел представяне на исканията на колектива на ХЦП в Министерство на машиностроенето и в Централния съвет на профсъюзите. В останалите предприятия в Познан следят с особен интерес дискусиите, масовките, изборът на делегати и съставянето на списъка с исканията в ХЦП. Атмосферата е изключително напрегната. В града има много гости от страната и чужбина, пристигнали заради провеждащия се в Познан Международен панаир. Работниците от ХЦП с напрежение очакват завръщането на своята делегация.
През нощта на 26 срещу 27 юни делегация се връща в Познан с чувство на удовлетворение. На следващия ден сутринта по стъпките на делегацията в ХЦП пристига министърът на машиностроенето. Действайки съгласно решенията на партийното ръководство на ПОРП той частично се отрича от постигнатите във Варшава споразумения с работниците. Ситуацията става напрегната, макар че вечерта на 27 юни, все още нищо не подсказва, че колективът на ХЦП ще предприеме стачка. Действително частта от варшавските споразумения, отнасяща се за акордните работници е поставена от министъра под въпрос, но все пак разговорите не са приключени и на 28 юни е трябвало да бъдат продължени. Безпокойството обхваща и останалите познански предприятия, в които от 27 юни стачкуват работниците, загубили премиите си в резултат на увеличаване на плана, премии, които са в размер на 20 – 30% от работната им заплата.

### Демонстрации и битки
На 28 юни в Познан се стига до протести на работниците, които протичат на два етапа.
Първият етап продължава от 6.00 до 10.30 часа. През това време работниците организират стачка в най-големите предприятия на града. След това излизат на улицата и формират шествие, което прераства в работническа демонстрация и обществена манифестация, израз на което е събирането на 100 хиляди жители пред Президиума на градския народен съвет, помещаващ се в някогашния царски дворец. Работниците настояват властите да отменят наложените работни норми, да понижат цените и да увеличат работните заплати. Това е мирният етап на манифестацията, контролиран от активистите на работниците. Направени са опити за разговор с представителите на Войводския народен съвет и се настоява да пристигне премиерът Юзеф Циранкевич.
„Решимостта на демонстрантите расте буквално с минути; нагласата им постепенно се радикализира. Към лозунгите с обществено и икономическо съдържание: „Искаме увеличение на заплатите“, „Искаме да живеем като хора“, „Искаме хляб“, „Край на нормите“, „Гладни сме“, открито са добавени антикомунистически и антиправителствени: „Край на експлоатацията на трудовия народ“, „Червената буржоазия вън“, „Ние искаме свобода“, „Болшевизмът вън“, „Край на комунизма“, „Искаме свободни избори под контрола на ООН“ и дори „Да живее Миколайчик“. Чуват се и антируски и антисъветски възгласи: „Руснаците вън“, „Московците вън“, „Руснаците вън, искаме наистина свободна Полша“.
От 9.00 часа сутринта войводският началник на Службите за обществена сигурност, майор Феликс Двояк и първият секретар на Войводския комитет на ПОРП, Леон Сташяк, настояват пред коменданта на познанското военно училище да изкара танкове срещу демонстрантите. Шефът на Главно политическо управление на полската армия, генерал Кажимеж Виташевски, забранява на този етап от операцията да бъде използвана армията.
По искане на министъра на народната отбрана, Константи Рокосовски, заседаващото от 10.00 часа Политбюро на ЦК на ПОРП взема решение да бъдат използвани войскови части. Заместник-министърът на народната отбрана, генерал Станислав Поплавски, свиква специална оперативна група, чиято задача е да въведе ред в града. Същевременно началникът на Генералния щаб, ген. Йежи Борджиловски, издава заповед, с която нарежда на коменданта на познанското военно училище да използва оръжие срещу провокаторите.
След 10.00 часа напрежението сред демонстрантите нараства. От радиоколата е оповестена информация за арестуването на работническата делегация, която на 26 юни е била във Варшава. Демонстрантите се разделят на две групи. По-голямата се отправя към затвора. Успяват да проникнат вътре и да освободят 257 затворници. Не намират обаче делегацията там, тъй като оповестената информация се оказва само мълва. Част от демонстрантите започва да унищожава затворническите досиета. Друга част превзема сградата на прокуратурата и съда. Досиетата са изхвърлени на улицата и запалени, оборудването е частично унищожено. Събралата се пред сградата на съда тълпа не позволява на пожарната да угаси огъня. Размириците около затвора, съда и прокуратурата, продължават до 12.00 часа. Втората група тръгва към сградата, в която се помещава Войводската служба за обществена сигурност, където междувременно е пристигнала оперативната група на служителите от тези служби. Около 10.40 часа от тази сграда се разнасят първите изстрели. Една от групите се отправя към железопътната гара, за да спре движението на влаковете.
Следобед властите изпращат в града редовни армейски части – отначало от Деветнадесета танкова дивизия и Десета танкова дивизия, а по-късно и Четвърта и Пета пехотна дивизия. Изпратени са общо 9983 войници, 359 танка, 31 танкови отделения, 36 бронетранспортьора, 6 противовъздушни отделения, 880 автомобила, 68 мотоциклета и няколко хиляди броя оръжие. В продължение на няколко часа са изразходвани 180 хиляди броя муниции. Тези сили водят улични боеве с цивилни групи, въоръжени с 250 броя оръжие (в това число и бутилки пълни с бензин). Демонстрантите успяват да превземат два танка, с които се опитват да обстрелват сградата на Войводските служби за обществена сигурност. Танковете са отблъснати от курсантите на военното училище. Унищожени или повредени са общо 31 танка.
На 28 юни 1956 г. около 18.30 часа демонстрантите освобождават затворниците от лагера в Мровин (лагер за политически затворници, съществуващ от 1945 г. до 28 юни 1956 г.).
Стрелбата и от двете страни продължава в различни точки на Познан до следобедните часове на 29 юни, а откъслечни изстрели продължават да се чуват до 30 юни.
На 29 юни вечерта в обръщението си по радиото премиерът Юзеф Циранкевич казва: „Всеки провокатор или луд, който се осмели да вдигне ръка срещу народната власт, трябва да знае, че народната власт ще отсече тази ръка!“.
По време на битките и потушаването на размириците загиват, в зависимост от изчисленията, 70 цивилни лица 4 войници и 4 служители на службите за сигурност и на народната милиция или 57 души (в това число 49 цивилни и 8 от войниците и апарата на сигурността), около 600 души (и от двете страни) са ранени.
Извън Познан не се знае нищо за тези драматични събития, тъй като градът бива изолиран от останалата част на страната. В същото време, около 10.00 часа, във Варшава се събира Политбюро на ПОРП. Прието е съдържанието на официално съобщение, от което се разбира, че причинители на инцидентите в Познан са „империалистичната агентура и нелегалните реакционери“, които „успяват да провокират улични размирици“. Политбюро взема решение в столицата на Велкополска да бъде изпратен премиерът Циранкевич. Там вече се намира членът на Политбюро на ПОРП Едвард Герек, който по-късно застава начело на комисията за разследване на причините, хода и характера на събитията в Познан.
Символ на опълчването срещу властта става Ромек Стшалковски, който на тринадесет години намира смъртта си в Познанския юни.

### След събитията
Арестите на участниците в събитията започват още на 28 юни и през следващите дни стават все по-интензивни, като с тях се отнасят все по-брутално. Арестувани са общо около 250 души, между които 196 работници. Проведеното от многобройна група служители на сигурността интензивно разследване, съчетано с побой и малтретиране на заподозрените, цели да докаже тезата на властите, че причинители на събитията на 28 юни са провокатори от опозицията и от чужда агентура. Не успяват обаче да докажат това.
Със защитата на участниците в юнските събития, обвинени в атентат срещу законовия ред, се заема Станислав Хеймовски, който в съдебната зала обвинява властите, че са предизвикали тези събития и че носят отговорност за смъртта на невинните жертви. През следващите години той е подложен на многобройни репресии, включително и отнемане на адвокатските му права.
Познанските събития имат голям отзвук в страната и по света. Те са предизвикани от икономическата слабост на въведената от ПОРП насила политическа и стопанска система. Това се вижда особено ясно в смятания за образец на икономическата ефективност Познан. Събитията са шок и за двете страни: както за комунистическата власт, така и за работниците, които според официалната пропаганда би трябвало да бъдат „управляващата класа“.
Събитията в Познан ускоряват процесите на демократизация в страната. Изводите от събитията през познанския юни изиграват голяма роля в процесите на съзряване на т. нар. октомврийски промени в страните с народна демокрация. Ускоряват процеса на политическо съзряване за много хора. Може да се предположи, че именно благодарение на познанските събития „октомврийският преврат“ в Полша има безкръвен характер, за разлика от Унгария например, където Съветската армия потушава с кръв въстанието през 1956 (23 октомври – 11 ноември 1956 година).
Новият първи секретар на ЦК на ПОРП, Владислав Гомулка, оценявайки познанските събития по време на VIII Пленум на ЦК (19 – 21 октомври 1956 г.) казва: „Работниците на Познан, хващайки се за оръжието на стачката и излизайки да манифестират по улиците в черния юнски четвъртък, извикват на висок глас: Стига! Така не може да продължава повече! Да се върнем в правия път! (...) Когато излязоха на улиците, работниците на Познан не протестираха против народна Полша или против социализма. Протестираха против злото, което широко се е вкоренило в нашата обществена система и което ги засяга особено силно, против изопачаването на основните принципи на социализма, който е тяхната идея.“

### Обществени настроения след Познанския юни 1956

#### Обществена активност след познанския юни
Едно от последствията от Познанския юни е нарастването на обществената активност. Във времето на сталинизма поляците биват принуждавани да пазят мълчание и да се приспособяват към системата. Едва чрез вълната от промени през 1956 г. обществото отхвърля парализиращия го страх и започва да изразява мнението си. Все пак повечето хора правят това анонимно, тъй като продължават да се страхуват от репресии. Върху стените на сградите, в транспортните средства, по пейките и на много други места се появяват анонимни надписи и листовки. Поляците изразяват мнението си и в писма, изпращани до роднини и приятели, до познанските предприятия, до пресата и радиото, до прокуратурата, до партийните инстанции и до профсъюзите. Друг съществен източник на информация за обществените настроения на поляците са доносите на служителите на службите за сигурност. Информаторите слушат и записват изказванията на представители на различни обществени групи – научни работници, студенти, духовници, лекари, чиновници, работници, селяни и много други.
От края на юни в предприятията се организират открити партийни събрания. Целта им е да укрепят позицията на Полската обединена работническа партия и да порицаят „познанските инциденти“. Като цяло събранията протичат според сценария на властите, но има и събрания, на които се чуват критични изказвания относно господстващата система и се изразява несъгласие с решенията осъждащи Познан, както и с наложените от властите резолюции.

#### Надписи и листовки
Още на 29 юни в цяла Полша се появяват хиляди анонимни надписи и листовки, свързани с Познанския юни. Службите за сигурност се заемат с издирването и ликвидацията им. На гара Запад в Познан са намерени написани с молив листовки, които съдържат заплахи по адрес на органите за обществена сигурност. В един от познанските паркове, край езерото Русалка, са намерени надписи: „Смърт на Службите за сигурност. Въстаниците“. В Познан „неизвестни извършители“ написват върху колоната за афиши: „Московци, вън от Полша“. В едно от градчетата на Велкополска се появяват листовки със следното съдържание: „Русия ни предаде“ и „Познанските работници искат по 1500 злоти“. Някой изписва върху вратите на катедралата: „Познан 28 VI 1956 г. – Да живее революцията. Искаме свобода. Окупаторите вън“.
Листовките и надписите, които се появяват след 29 юни в цялата страна, съдържат лозунги с разнородно съдържание. Преди всичко думи на подкрепа към познанските работници, т.е. израз на солидарност с тези, които изправят чело срещу комунистическата власт. Появяват се обаче и надписи и листовки, които само са инспирирани от Познанския юни, а на практика се отнасят за други въпроси. В тях често се изказват искания за подобряване на материалните условия и за връщането на религията в училищата. Много от надписите са пряко адресирани срещу Съветския съюз.

#### Писма
Ценен източник на информация за обществената нагласа са писмата, писани до близки и роднини, а също и анонимни писма, изпратени до редакциите на вестници и до радиото, до различни инстанции и до познанските промишлени предприятия. Едно от многото писма, написани под влияние на Познанския четвъртък, е изпратено от две гражданки на Познан до Полското радио през юли 1956 г. Авторките на писмото изказват своето съжаление по повод побоя, нанесен на лица от подсъдимата скамейка, като подчертават, че сред арестуваните се намира и голяма група младежи, която няма нищо общо със събитията. В писмото си пишат: „Толкова ниско ли са паднали нашите Сили за сигурност и Народната милиция, че да подражават на Гестапо (…)? Нима нямаме право да искаме друго отношение към задържаните?“. Авторките на писмото настояват да се направи нещо по въпроса. Твърдят, че са загубили доверието си в Силите за сигурност и в Народната милиция, и се опасяват, че Полша скоро ще бъде разделена на две групи – бити и такива, които бият.
В друго писмо, адресирано до Полското радио, анонимен източник от тогавашните заводи „Сталин“ (заводите на Хиполит Цегелски) изразява своята гледна точка относно събитията. Пише, че „изпада в ярост“ когато чете коментарите на пресата, в които става дума за провокация и за това, че работниците съжаляват, че са излезли на улиците на града. Ясно подчертава, че не става дума за каквато и да било външна провокация, а излизането на работниците на улицата не е случайно. Влошаващата се материална ситуация и тежките условия на труд карат работниците да вземат това решение. Твърди, че по време на масовките, предхождащи събитията, са изречени много обвинения срещу властта. Хората „казват, че вестниците лъжат, мамят и пишат за подобряване на ситуацията, а в действителност от година на година става по-зле и май накрая ще трябва да издъхнем, а децата ни ще се превърнат в криещи се по улиците охтичави бандити“ – пише работникът.
До заводите са изпратени много писма, изразяващи подкрепа за познанските работници. Писмата обаче не достигат до посочения адрес, тъй като са били задържани от действащото в пощите специално звено на Службите за сигурност.

#### Доноси до Службите за сигурност
Авторите на писмата ги пишат смело и откровено – така или иначе не се подписват с името си. Изказващите мнението си по улиците или на публични места в много случаи не си дават сметка, че изреченото от тях може да загуби анонимността си. Служителите на Службите за сигурност си записват всичко, което чуват за Познанския юни, а след това пишат доноси. От информацията, която Службите за сигурност получават, става ясно, че по-голямата част от обществеността не вярва в участието на „империалистически агенти“ и „реакционна нелегалност“ в събитията от 28 юни. Подчертава се това, че по улиците на Познан действа стихийно множество, което означава, че и дума не може да става за каквато и да било помощ отвън при организирането на тази „акция“. Сред демонстрантите няма никой, който да ги ръководи, а плакатите им са направени на ръка и не твърде старателно. Мислейки за причините за познанския бунт, поляците говорят по-скоро за лошите битови условия и за тежките условия на труд, които са накарали работниците спонтанно да вземат решение да излязат на улицата. Поляците като цяло подкрепят познанските работници и се солидаризират с жертвите на Познанския юни. Разговори на тази тема могат да бъдат чути в трамваите, по спирките, в магазините, сладкарниците, в предприятията. Навсякъде докъдето достигат информаторите на Службите за сигурност. Един от тях пише, че жител на Варшава е задържан, защото докато пътува с трамвая, хвали познанските работници.
Друг информатор, попадайки на един от варшавските пазари, записва, че търговките са на едно мнение що се отнася до това, че ако правителството продължи да не предприема мерки за подобряване на битовите условия, то може със сигурност да разчита на подобни събития и в други градове на Полша. Такова е и всеобщото мнение – хората подчертават, че лошата икономическа ситуация е завладяла цялата страна. В частните си разговори поляците хвърлят вината за трагичните събития преди всичко върху държавната и партийна власт. Всеобщо е и негативното отношение към обръщението на премиера Юзеф Циранкевич. В знак на солидарност с работниците от Познан, много студенти си обличат саката така, че единият ръкав да виси празен. На въпроса какво е станало с ръката им отговарят: „отрязаха ми я“. Обществото повсеместно изразява признателността си към работниците. Един от информаторите отбелязва, че цигарите „Познански“ често биват наричани „Геройски“.
През лятото на 1956 г. на всеобща критика са подложени и доносите на пресата. В „Глос Велкополски“ пише, че на 28 юни няма жертви сред децата. Същевременно в същото издание на вестника е публикуван некрологът на момчето (Роман Стшалковски), което е простреляно същия ден. Коментарите, свързани с Познанския юни, биват приемани с ирония. Твърденията, че „размириците“ са предизвикани от „провокатори“ биват осмивани от широката общественост. Говори се, че властите не бива да се излагат като пишат такива неща – хиляди хора са видели с очите си, че самите работници ца подели борба за по-добър живот.
След 28 юни поляците хранят към органите на Службите за сигурност още по-голяма ненавист, отколкото преди този трагичен ден. Един от информаторите пише, че изключителната враждебност към Службите за сигурност се превръща в нещо обичайно за цялата страна, а привържениците на тези служби могат да бъдат преброени на пръстите на едната ръка. Преподавател в един от варшавските университети казва: „жалко, че не са подпалили цялата Служба за сигурност, защото това са най-големите отрепки, които стрелят по деца“. Друг казва, че работниците са имали правилна цел – да унищожат властите на Полската народна република и преди всичко Службите за сигурност.

### Познанският юни в културата
Филип Байон снима филм, озаглавен „Познан 56“, който разказва за юнските събития. Те се появяват и във филма „Случайност“ на Кшищоф Кешловски. Театър Усмего дня през 2006 г. поставя спектакъла „Времето на майките“, в който юнските събития служат за фон, на който е представен опит за трагичен поглед върху историята на XX век през очите на една жена. Препратки към събитията могат да бъдат намерени и в песента на рапъра от Познан Мезо „Юни '56“. През юни 2009 се появява албумът на познанската група The Sandals – „Юни 56“, посветен на юнските събития. През 2016 г. групата De Press издава по повод 60-а годишнина от събитията албум озаглавен ’56, който е рекламиран с песента „Сърцето ми е разстреляно“. През 2016 г. излиза и романът на Пьотр Боярски „Юни“, чието действие се развива по време на Познанския юни.

### Музей
На 4 октомври 2007 г. в царския дворец в Познан е открит Музей на познанското въстание – юни 1956.